# Amaralia
Amaralia is een monotypisch geslacht van straalvinnige vissen uit de familie van de braadpan- of banjomeervallen (Aspredinidae).

## Soort
- Amaralia hypsiura (Kner, 1855)